# Mutagénico X
O Mutagénico X (MX), ou 3-cloro-4-(diclorometilo)-5-hidróxi-5H-furan-2-one, é um subproduto da desinfectação da água por cloração. O Mutagénico X é produzido pela reacção do cloro com os ácidos húmicos naturais.
O Mutagénico X é achado em água clorada e é um carcinogéno ambiental do qual é sabido que causa vários tipos de cancro em ratazanas quando presente em suficiente concentração. É categorizado pela Agência Internacional de Pesquisa no Cancro como parte do grupo 2B de carcinógenos, pelo que é considerado "possívelmente carcinógeno para os humanos". Embora a concentração do Mutagénico X na água potável é tipicamente cem a mil vezes menor que outros subprodutos comuns da cloração da água como os trialometanos, o Mutagénico X pode ter um papel nos riscos crescentes de cancro que têm sido associados com o consumo de água clorada devido à sua capacidade para danificar o ADN.